# Victrix precisa
Victrix precisa är en fjärilsart som beskrevs av Culot. Victrix precisa ingår i släktet Victrix och familjen nattflyn. Inga underarter finns listade i Catalogue of Life.